# روبن لوباتو
روبن لوباتو (اسپانیایی: Rubén Lobato‎؛ زادهٔ ۱ سپتامبر ۱۹۷۸) دوچرخه‌سوار اهل اسپانیا است. وی در مسابقات تور دو فرانس و جیرو دیتالیا شرکت کرده است.